# Estação Ferroviária de Vila Nova da Baronia
A estação ferroviária de Vila Nova da Baronia, originalmente denominada apenas de Vila Nova (palavra anteriormente grafada como "Villa"), é uma interface da Linha do Alentejo, que serve a localidade de Vila Nova da Baronia, no concelho de Alvito, em Portugal.

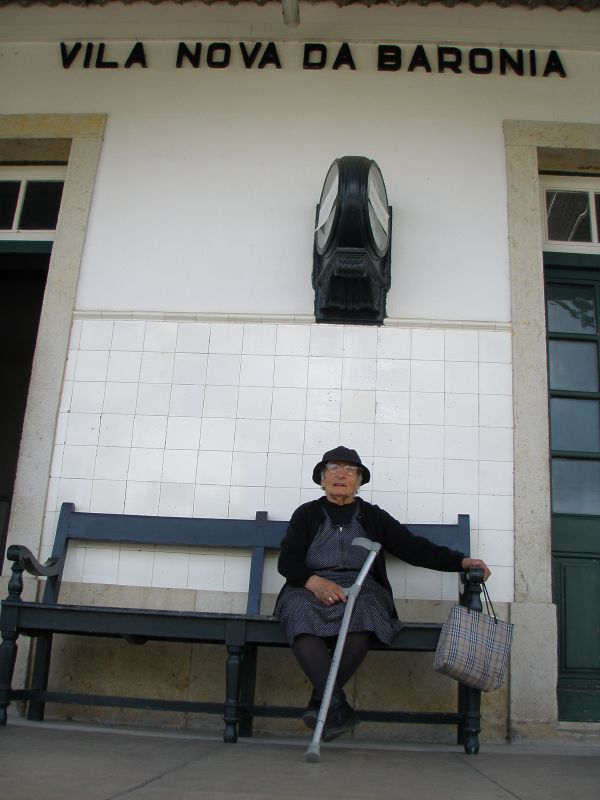
Na estação de Vila Nova da Baronia, em 2007.

## Descrição

### Localização e acessos
A estação encontra-se junto ao Largo da Estação Ferroviária, na localidade de Vila Nova da Baronia.

### Infraestrutura
Esta interface apresenta duas vias de circulação, identificadas como I e II, ambas com 531 m de extensão e acessíveis por plataformas de 108 e 80 m de comprimento e com 430 e 685 mm de altura, respetivamente; existe ainda uma via secundária, identificada como III, com comprimento de 276 m.
O edifício de passageiros situa-se do lado poente da via (lado direito do sentido ascendente, para Funcheira).

### Serviços
Em dados de 2022, esta interface é servida por comboios de passageiros da C.P. — regionais e inter-cidades.

## História

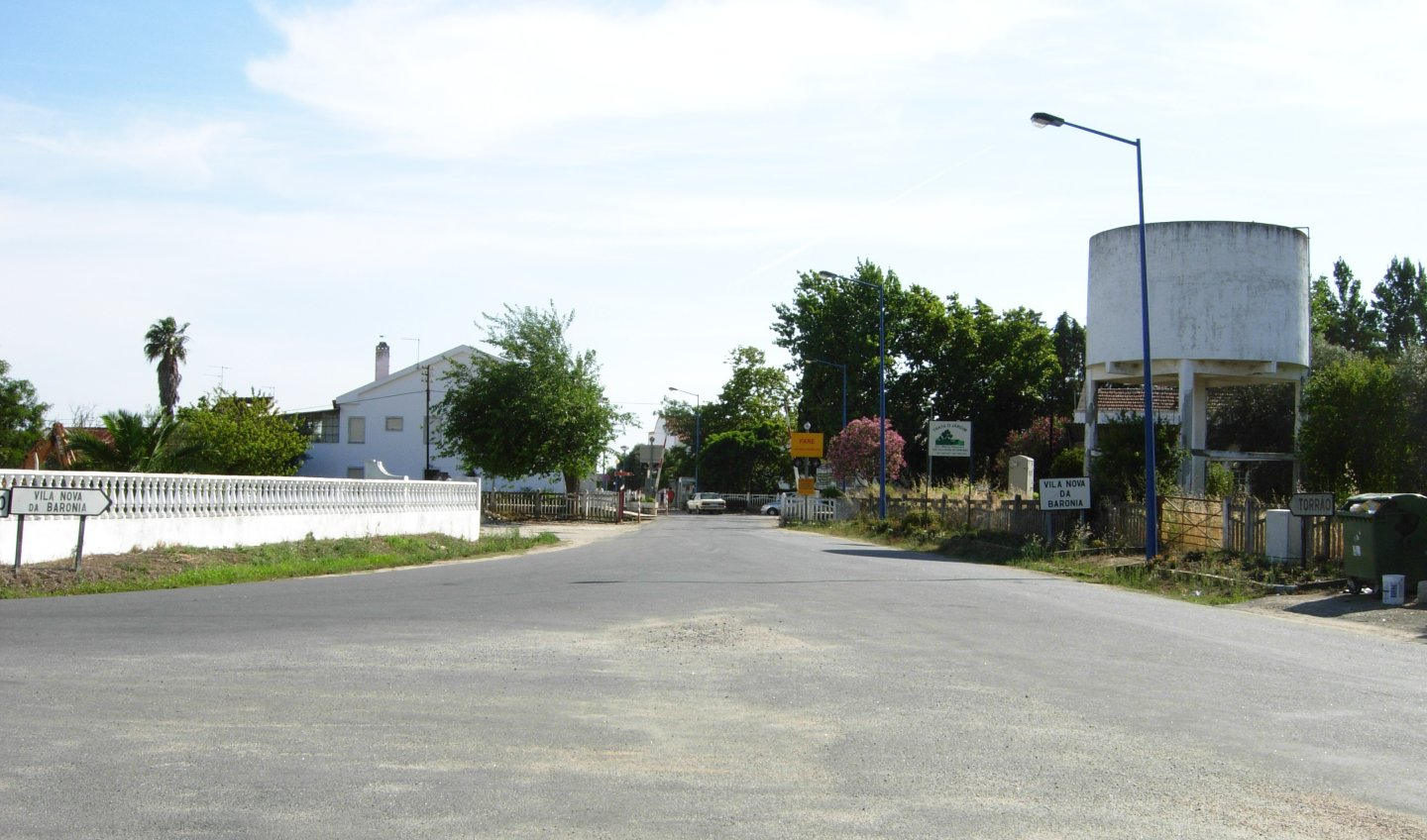
Exterior da estação de Vila Nova da Baronia, vendo-se a torre d’água e a passagem de nível na EN383, em 2009.

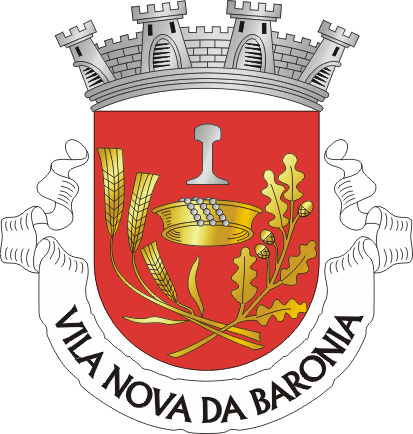
Brasão da freguesia de Vila Nova da Baronia, criado em 1995, incluindo um perfil de carril ferroviário.

Esta interface situa-se no lanço entre Vendas Novas e Beja da Linha do Alentejo, que abriu em 15 de Fevereiro de 1864.

Os serviços ferroviários neste troço da Linha do Alentejo foram suspensos no dia 10 de Maio de 2010, para se levarem a cabo obras de remodelação, pela Rede Ferroviária Nacional; a circulação foi retomada em 23 de Julho de 2011. Até Janeiro de 2011, esta interface apresentava duas vias de circulação, ambas com 541 m de comprimento; as plataformas tinham 44 e 107 m de extensão, e 40 e 25 cm de altura — valores alterados nesta obra para os atuais.